# Frostpunk
Frostpunk es un videojuego de supervivencia de construcción de ciudades desarrollado y publicado por 11 bit studios. Los jugadores asumen el papel de un líder en una historia alternativa de finales del siglo XIX, en la que deben construir y mantener una ciudad durante un invierno volcánico en todo el mundo, gestionando los recursos, tomando decisiones sobre cómo sobrevivir y explorando la zona fuera de su ciudad en busca de supervivientes, recursos u otros objetos útiles. El juego cuenta con varios escenarios para emprender, cada uno con sus propias historias y diferentes desafíos.
El juego se lanzó inicialmente para Microsoft Windows en abril de 2018, pero posteriormente estuvo disponible para PlayStation 4 y Xbox One en octubre de 2019, y para macOS en febrero de 2021. El juego recibió críticas generalmente positivas en su lanzamiento y vendió más de 3 millones de copias a los tres años de su salida. 11 Bit studios se ha asociado con NetEase Games para llevar la versión de Frostpunk Mobile en 2021.

## Gameplay
El jugador, conocido simplemente como "el Capitán", comienza con un pequeño grupo de supervivientes formado por trabajadores, ingenieros y niños, y varios pequeños alijos de suministros con los que construir una ciudad. A partir de ahí, los jugadores recogen carbón, madera, acero y alimentos para mantener su sociedad caliente y saludable en medio de las constantes fluctuaciones de temperatura. Las condiciones meteorológicas y la agitación política pueden hacer que los ciudadanos no quieran trabajar tanto. En la mayoría de los escenarios, salvo en "Al límite", toda la ciudad gira en torno al generador, una máquina de vapor que depende del carbón y produce calor en un radio circular, que puede ampliarse e intensificarse a lo largo del juego, lo que requiere una mayor aportación de carbón. El juego hace hincapié en la necesidad de priorizar los edificios en función del calor que necesiten; las casas y las instalaciones médicas requerirán una ubicación cercana al reactor, para que el jugador no se enfrente a brotes de congelación y enfermedades. Mientras que las casas se pueden aislar mejor a lo largo del juego, las instalaciones médicas tendrán que mantenerse por encima de los -20 °C, o se enfrentarán a ser inoperables. Los lugares de trabajo también tendrán que estar aislados, lo que puede conseguirse mediante puestos de recogida o turbinas de vapor, o bien eludirlos por completo con la introducción de mano de obra mecánica, o "autómatas".
El jugador tiene la opción de utilizar las leyes para regular la productividad de su sociedad a costa de aumentar posiblemente el descontento, por ejemplo, permitiendo el trabajo infantil u obligando a hacer turnos temporales de 24 horas, pero también leyes para desarrollar una mejor asistencia sanitaria como prótesis o raciones extra para los enfermos. En la mayoría de los escenarios, el jugador también tiene la opción de aumentar el apoyo de los ciudadanos, ya sea mediante el "Orden", que incluye edificios y leyes para imponer la seguridad, o mediante la "Fe", que incluye edificios y leyes que implementan una religión. Estos dos caminos pueden continuarse hasta el fanatismo, con el camino del "Orden" que lleva a una autocracia militarista, mientras que el camino de la "Fe" lleva a una teocracia total. Con la ley final en cualquiera de los dos caminos, el Capitán es proclamado gobernante absoluto, y la mecánica de la esperanza se sustituye por un valor constante. Además, se construye una plataforma para ejecutar a los "enemigos" o "infieles" escaldándolos hasta la muerte con el vapor del generador; el jugador puede programar una ejecución para rebajar el descontento en su ciudad. Adoptar cualquiera de las tres últimas leyes de ambos caminos llevará al final "Cruzó la línea", en caso de que la ciudad sobreviva, donde el juego comenta cómo la humanidad cruzó la línea y abandonó sus valores en la búsqueda de la supervivencia. 11BitStudios ha mencionado en múltiples ocasiones que el sistema de leyes fue diseñado para forzar a los jugadores a elegir entre la supervivencia o la conservación de la humanidad, creando un dilema moral en el que se basa el juego.
La tecnología es otra característica del juego, ya que el entorno cada vez más frío obliga a la ciudad a adaptarse con un mejor aislamiento, reactores más potentes, una mejor producción industrial y una maquinaria más eficiente. La construcción de un taller permite al jugador investigar la tecnología y los edificios que harán que la ciudad sea más eficiente. La ciudad también puede construir un faro para explorar el páramo helado circundante en busca de más supervivientes y recursos.

## Trama
El juego está ambientado en un 1886 alternativo en el que las erupciones del Krakatoa y del Monte Tambora, el oscurecimiento del Sol y otros factores desconocidos provocaron un invierno volcánico mundial. Esto, a su vez, provocó la pérdida generalizada de las cosechas y la muerte de millones de personas. Este acontecimiento coincide aproximadamente con la histórica erupción del Krakatoa en 1883, un acontecimiento volcánico que provocó un enfriamiento global.
En respuesta a esto, el Imperio Británico y los Estados Unidos construyeron varias instalaciones llamadas "generadoras" en el norte rico en carbón, diseñadas para ser centros urbanos en caso de que el descenso de las temperaturas obligue a una migración masiva desde el sur. En todos los escenarios, el jugador es el líder de una ciudad en torno a un generador, y tendrá que gestionar los recursos para asegurar la supervivencia de la ciudad.
El juego se lanzó con tres escenarios, cada uno de ellos con un trasfondo y un argumento diferentes. Se añadieron tres escenarios adicionales como DLC, uno gratuito para todos los jugadores y dos como parte del pase de temporada. También se introdujo el modo sin fin en un parche posterior que evita los elementos narrativos para centrarse en sobrevivir el mayor tiempo posible mientras se capean las tormentas intermedias.
Una Nueva Casa
En el escenario principal, el jugador es el líder de un grupo de exploradores que huyen del frío y el hambre de Londres en una expedición para encontrar supuestas reservas masivas de carbón en el Norte. En cambio, el grupo se separa del grupo principal de expedicionarios y descubre un enorme generador de calor en un gigantesco cráter protegido y se asienta allí, estableciendo la ciudad de Nuevo Londres. El jugador comienza a enfrentarse a la cuestión de la disminución de la esperanza del pueblo al descubrir, mediante la exploración, que una ciudad similar a la suya, llamada Winterhome, ha sido destruida, dejando pocos supervivientes. El jugador tiene que tomar decisiones difíciles para ayudar a la gente a encontrar su propósito y mantener la esperanza, así como evitar un levantamiento de los que desean volver a Londres. Más adelante, el jugador también tiene que preparar suficientes suministros para asegurarse de que la ciudad sobrevive a la temperatura cada vez más baja, que comienza a -20C, y disminuye lentamente, con algunos picos, hasta una media de -70C. Al cabo de cierto tiempo, y una vez concluido el arco londinense, llegarán refugiados que avisarán de la llegada de una "Gran Tormenta", que hará las veces de final de partida. El jugador tendrá que acumular recursos, recoger refugiados y recuperar exploradores y puestos de avanzada antes de que llegue la Tormenta. Las minas de carbón quedan inutilizadas por el frío, el generador se esfuerza por calentar a la gente, la congelación hace estragos y la esperanza se desploma cuando la temperatura cae a -150C en el ojo de la tormenta. Sobrevivir a la tormenta con al menos un ciudadano supondrá una "victoria", aunque las consecuencias pueden variar. Se sugiere que la gravedad de esta tormenta, y su aparente enorme escala, significa que Nueva Londres es la última ciudad de la Tierra.
Las Arcas
En el segundo escenario, el jugador es el líder de un grupo de eruditos de Oxford y Cambridge encargados de establecer una ciudad autogestionada con el fin de preservar semillas y plantas de todo el mundo del invierno volcánico. Se instalan alrededor de un generador situado en una grieta de hielo. A diferencia de la mayoría de los otros escenarios, la población de la ciudad está formada en su totalidad por ingenieros, y depende principalmente de los autómatas para la recolección de recursos. Durante el juego, el jugador se encontrará con el problema de que la ciudad vecina de Nueva Mánchester tiene problemas de recursos, y tendrá que elegir si les ayuda o no a prepararse para la tormenta que se avecina.
Los Refugiados
En el tercer escenario, el jugador se pone al frente de un grupo de refugiados que han tomado un generador reservado originalmente para un gran grupo de señores ricos, liderados por Lord Craven, el último Primer Ministro del Reino Unido. El pueblo pretendía que la ciudad fuera un lugar en el que todos fueran iguales, pero con el tiempo la gente empezará a dividirse en dos clases sociales separadas. El jugador también tendrá que lidiar con las constantes oleadas de refugiados que buscan refugio en la ciudad, incluidos los señores derrocados. El jugador tendrá que decidir si los acepta o los rechaza, al mismo tiempo que se preocupa de los limitados recursos a los que tienen acceso; si se permite que los señores vuelvan a la ciudad, el jugador deberá encontrar una forma de integrarlos o bien dejarlos para que los maten o los obliguen a marcharse.
La Caída de Winterhome
Lanzado el 19 de septiembre de 2018 como DLC gratuito, este escenario tiene lugar justo antes del escenario principal y se centra en la ciudad de Winterhome. Debido a la gestión ineficaz de un líder negligente, los recursos se agotaron y la ciudad cayó en la anarquía y los disturbios. Cientos de personas mueren en la lucha, el hambre y el frío. El jugador tiene la tarea de reconstruir lo que queda de la ciudad y sus residentes, pero después de tener las cosas bajo control, el jugador se entera de que el generador de la ciudad está dañado sin posibilidad de reparación, y sólo tiene unos días para poner en práctica un plan de evacuación antes de que el generador explote.
Modo Sin Fin
Introducido en el parche 1.3.0 de Frostpunk, el Modo Sin Fin es un escenario altamente personalizable en el que los jugadores se esfuerzan por construir una ciudad para sobrevivir el mayor tiempo posible. A diferencia del resto de escenarios, no hay una historia principal ni un objetivo de búsqueda más allá de sobrevivir a cada tormenta de invierno que se produzca y el escenario sólo termina cuando el jugador pierde (o bien el generador es destruido o toda la gente muere). Los jugadores pueden elegir entre dos submodos principales y uno de los diferentes mapas, cada uno con diferentes retos que los jugadores deben tener en cuenta al planificar su ciudad. El submodo Resistencia presenta menos recursos disponibles y un clima más duro, mientras que el submodo Serenidad concede al jugador la mayoría de las tecnologías anteriores y disfruta de ventiscas más cortas. Un ajuste adicional de Peligros Temporales también acosará aleatoriamente a los jugadores con graves contratiempos que inhiben algún aspecto de su ciudad durante un tiempo limitado.
The Rifts
Lanzado el 27 de agosto de 2019 como DLC incluido en el Pase de temporada, The Rifts añade un nuevo mapa al Modo Sin Fin y un nuevo edificio - "El Puente"- para cruzar cañones.
El Último Otoño
Lanzado el 21 de enero de 2020 como DLC incluido en el Pase de temporada, El Último Otoño es un escenario de precuela ambientado justo antes del comienzo del invierno global. El Imperio Británico ha creado la Compañía de Exploración Imperial para explorar el Océano Atlántico hasta Canadá en busca de lugares para construir generadores; el jugador es el supervisor de uno de esos lugares, el "Sitio 113", para la prevista evacuación de Liverpool. Mientras construye su propio generador, el jugador también será llamado a investigar la pérdida de contacto con los emplazamientos 107 y 120 (destruidos por una mano de obra deficiente y una revuelta sindicalista, respectivamente), dejando el emplazamiento de construcción del jugador como la última esperanza de Liverpool. Si el jugador tarda demasiado en la construcción, se arriesga a ser despedido por el CEI y enviado a casa, terminando la partida. A medida que avanza el escenario, empiezan a llegar las primeras nieves y el mar se congela, cortando la obra de los barcos de suministro, y el jugador debe seguir trabajando en el generador y esperar a que pase el frío hasta que pueda llegar un rompehielos que le lleve a casa, a Inglaterra. El escenario incluye nuevos árboles tecnológicos y recursos, nuevos edificios (incluyendo una estación de telégrafo, sindicatos y muelles), nuevos libros de leyes para determinar los cambios sociales en el futuro, y nuevas amenazas para el asentamiento, incluyendo fugas de gas tóxico y huelgas de trabajadores. El DLC también incluye "Los Constructores", un nuevo submodo para el Modo Sin Fin, que consiste en reconstruir un generador destruido en condiciones invernales.
On The Edge
El último contenido DLC del Pase de temporada, lanzado el 20 de agosto de 2020, On The Edge es una secuela del escenario principal, que incluye nuevos desafíos y mecánicas de juego. El jugador es el líder del "Puesto de avanzada 11", establecido por un grupo de exploradores de Nuevo Londres cerca de un almacén abandonado del ejército descubierto por la Gran Tormenta. El puesto de avanzada se ve obligado a satisfacer las crecientes demandas de recursos a cambio de alimentos, lo que hace que los trabajadores se rebelen y declaren la independencia del puesto de avanzada de Nuevo Londres; en este momento, el jugador puede dar al puesto de avanzada un nombre de su elección. A diferencia de otros escenarios, el puesto de avanzada no tiene generador (se ve obligado a depender de los braseros de carbón para calentarse, de forma similar a las últimas etapas de El Último Otoño) y las formas de producir recursos localmente son limitadas, por lo que deben depender del comercio con otros asentamientos con los que entren en contacto para llegar a fin de mes. Más adelante en el juego, el puesto de avanzada es informado de que Nuevo Londres se encuentra en una grave crisis y debe elegir entre prestar ayuda y salvar la ciudad, o abandonarla a su suerte y prepararse para una oleada de refugiados. El DLC también incluye la opción de incluir puestos de avanzada y comercio en todos los submodos del modo Endless, junto con la opción de desencadenar eventos aleatorios que dificultarán el progreso de la ciudad.

## Desarrollo
El juego fue anunciado en agosto de 2016. Los desarrolladores apuntaban inicialmente a un lanzamiento a finales de 2017, pero se retrasó hasta el 24 de abril de 2018. El juego salió a la venta para PlayStation 4 y Xbox One en octubre de 2019 El juego fue desarrollado con el motor interno de 11Bit Studios llamado Liquid Engine.
Los ports a iOS y Android están siendo desarrollados por NetEase Games, y la versión para iOS se espera para finales de 2021.
 
Frostpunk recibió "críticas generalmente favorables", según el agregador de reseñas Metacritic. Fue nominado a "Mejor Juego de Estrategia" en los Game Critics Awards, a "Mejor Diseño Visual" y "Juego del Año para PC" en los Golden Joystick Awards 2018, y a "Mejor Juego de Estrategia" en los The Game Awards 2018. Ganó el premio al "Título de estrategia del año" en los Australian Game Awards 2018, y fue nominado al "Juego de estrategia/simulación del año" en los D.I.C.E. Awards, al "Juego, simulación" en los National Academy of Video Game Trade Reviewers Awards, a la "Música del año", al "Mejor álbum de banda sonora original" y a la "Mejor música para un juego indie" en los G.A.N.G. Awards 2019, y a la "Narrativa" en los decimoquintos British Academy Games Awards.
Al igual que muchos otros títulos de 11 Bit Studios, Frostpunk pone más énfasis en su historia que en las características del sandbox. Aunque el argumento y la banda sonora han sido muy alabados, algunos han criticado la falta de rejugabilidad, citando la previsibilidad de la historia al repetirla. Frostpunk cuenta con modos de juego interminables, en los que el jugador puede construir y ampliar su ciudad con desafíos dinámicos, pero muchos [quiénes] siguen pensando que se han perdido oportunidades en las funciones de sandbox.
Vendió más de 250.000 ejemplares a los tres días de su lanzamiento, más de 1,4 millones en un año y 3 millones en tres años.

## Juego de mesa
Un juego de mesa de Frostpunk diseñado por Jakub Wiśniewski y Glass Cannon Unplugged y basado libremente en el videojuego se vendió a través de Kickstarter en octubre de 2020. La campaña de Kickstarter consiguió 2 496 308 euros en ventas.